# Ереванский троллейбус
Ереванский троллейбус (арм. Երևանյան տրոլեյբուս) — троллейбусная система, функционирующая в столице Армении Ереване. Открыта 16 августа 1949 года. Имеется 5 действующих маршрутов (№1, 2, 9, 10, 15), парк подвижного состава состоит из 66 троллейбуса. Ереван наряду с Сухуми является одним из двух городов Закавказья, где сохранилось троллейбусное движение. Стоимость проезда 150 драм.

## История
Троллейбусы появились в Ереване в 1949 году, а первый троллейбусный парк — в 1957 году. Сеть достигла максимального размера в 1970-1980 гг: в городе работали 25 маршрутов, которые обслуживали 300 троллейбусов. Пассажиров перевозили 3 троллейбусных парка.
После Спитакского землетрясения развитие сети остановилось, а после распада СССР в городе начался погром в сфере электротранспорта: постепенно сокращалось количество маршрутов и выпускаемых троллейбусов. В 1999 году закрылся троллейбусный парк «Канакер». Ключевым стал 2004 год: кроме закрытия ереванского трамвая и канатной дороги, сеть троллейбусов сократилось почти вдвое. Однако после этого массовое уничтожение наземного электротранспорта остановилось. В 2005 году в Ереван были доставлены 11 б/у троллейбусов марки Berliet ER100 из Лиона. В 2007 и в 2008 годах в Ереван прибыли 2 партии троллейбусов марки ЛиАЗ-5280 (в каждой партии по 18 троллейбусов, из которых по 1 — марки ЛиАЗ-52803). В общем количестве в Ереван их прибыло 36 штук, из которых на данный момент действуют 33 машины (машины № 027 и № 030 сгорели осенью 2010 года, машина № 033 сгорела в январе 2024 г.).
В 2007 году в городе насчитывалось 6 маршрутов: № 1, 2, 9, 10, 15, 24. В 2008 году маршруты № 9 и № 10 закрылись на ремонт. В декабре 2009 г. из-за аварии на подстанции закрылся маршрут № 24, однако в это же время заново открылись маршруты № 9 и № 10. Несмотря на закрытие, контактная сеть маршрута № 24 до сих пор остаётся: в теории его планируют восстановить после получения новых машин.
В марте 2021 года маршрут № 9 не работал из-за перекрытия проспекта Баграмяна со стороны оппозиции. С 02.05.2022 по 15.06.2022 троллейбусные маршруты № 1 и № 9 не работали из-за перекрытий со стороны оппозиции улиц и проспектов в центре города. С 06.06.2022 по 15.06.2022 работал временный троллейбусный маршрут №9Ա (Аван — станция метро «Барекамутюн»), который обслуживал исключительно троллейбусный парк «Нор Норк»: выпуск составлял 2 машины.

## Маршруты

### Действующие маршруты
По состоянию на декабрь 2024 года, имеются 5 действующих маршрутов:
- № 1. Площадь Гарегина Нжде — Джрвеж,
- № 2. Аэрация — 11-я ул. Нубарашена,
- № 9. Аван — Госцирк,
- № 10. 5-й и 6-й микрорайоны Нор Норка — 2-й кв. Давташена,
- № 15. 15-й район — аэропорт «Эребуни».

11 июля 2022 года было открыто продление маршрута №2 до ТЦ «Клайк» (~1,1 км).

### Закрытые маршруты
- №2А. Станция аэрации — Нубарашенское шоссе,
- №10А. 5-й и 6-й м/р-ны Нор Норка — 4-й м/р-н Давташена.

Маршруты № 2А и № 10А была открыты летом 2023 г., являясь продолжением маршрутов № 2 и № 10 соответственно. Данные маршруты обслуживались троллейбусами с автономным ходом, в то время как маршруты № 2 и № 10 обслуживались "классическими" троллейбусами. С получением второй партии троллейбусов с большим автономным ходом маршрут № 2 был объединён с маршрутом № 2А, а маршрут № 10 был объединён с маршрутом № 10А. В результате оба маршрута (№ 2 и № 10) стали обслуживаться машинами с автономным ходом, а временные маршруты № 2А и № 10А были закрыты за ненадобностью.
Также имеется один временно закрытый маршрут — № 24 (Юго-западный массив — Сквер имени Абовяна). В теории его планируется восстановить при получении новых машин. 

## Подвижной состав

### Действующий подвижной состав
По состоянию на начало декабря 2024 г. списочное количество троллейбусов в Ереване составляло 70 единиц, из которых действующих около 58:
- Yutong ZK6128BEVG — 15 троллейбусов,
- Zhongtong LCK6126E — 15 троллейбусов,
- ЛиАЗ-5280 — 32 троллейбуса (один из которых подлежит списанию),
- ЛиАЗ-52803 — 2 троллейбуса (полунизкопольные),
- Škoda 14Tr02/6 — 4 троллейбуса,
- Škoda 14Tr/Arm — 1 троллейбус,
- Škoda 14Tr «Ераз» — 1 троллейбус.

Недавно парк ереванских троллейбусов был обновлён и увеличен: 23 июня 2022 года был объявлен тендер на закупку 15 новых низкопольных троллейбусов, в котором победила китайская компания Yutong. 12 августа 2022 года был объявлен ещё один тендер на закупку ещё 15 новых троллейбусов, в котором снова победила та же китайская компания. Ожидалось, что все 30 новых машин будут модели Yutong ZK6128BEVG и прибудут в Ереван к концу 2022 года. Однако первая партия в 15 единиц поступила лишь весной 2023 г. А вторая партия поступила лишь в октябре и ноябре 2024 г. Во второй партии модель троллейбуса была заменена на Zhongtong LCK6126E. 
Новые машины являются полностью низкопольными, оснащены климат-контролем и USB-разъёмами. Новые троллейбусы имеют автономный ход до 60 км, что даёт возможность расширять действующие маршруты без постройки новой контактной сети.
До прибытия новых китайских троллейбусов основу парка составляли троллейбусы модели ЛиАЗ-5280, поступившие двумя партиями в 2007-2008 гг. Всего тогда поступили 36 троллейбусов, из которых 2 — низкопольные и имеют лифт для людей с инвалидностью (№ 003 и № 019). Вследствие данной закупки в 2007-2008 годах парк троллейбусов в городе обновился более чем на 60%. Один из этих троллейбусов (№ 033) сгорел в самом начале 2024 г.
В 2005 году в Лионе были приобретены б/у троллейбусы Berliet ER100.  В июле 2023 года все списаны. Также в Ереване имеется некоторое количество троллейбусов Škoda 14Tr различных модификаций, в т.ч. один тематический троллейбус — Škoda 14Tr/Arm (№ 06), а также один троллейбус, собранный исключительно силами предприятия — Škoda 14Tr «Ераз» (№ 62). В связи с поступлением новых современных троллейбусов все "Шкоды" кроме № 62 будут списаны в ближайшее время. Списанию подлежит также троллейбус Škoda № 72, которому по первоначальным планам должны были провести капитально-восстановительный ремонт.  

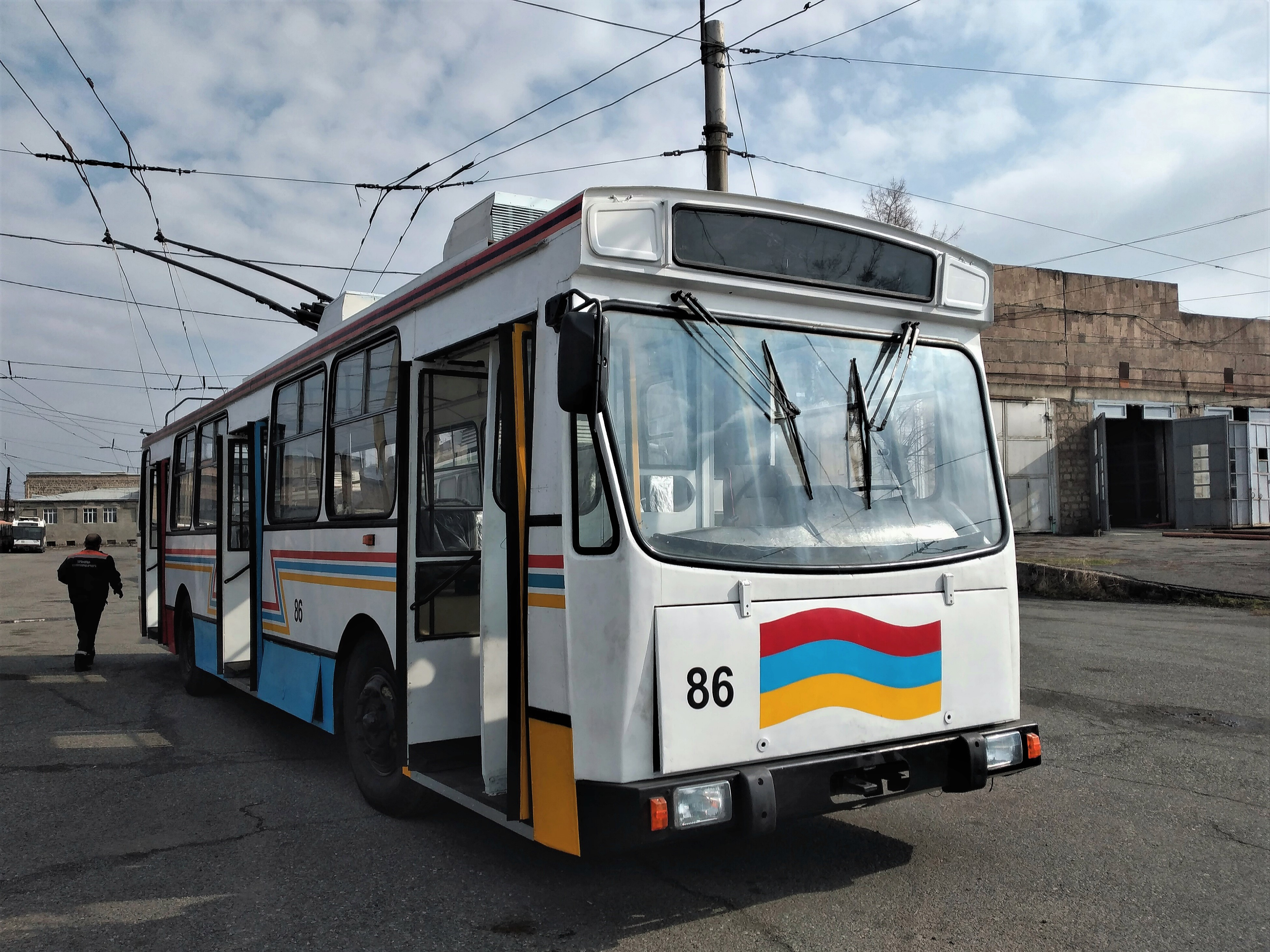
Троллейбус «Ераз» проходит обкатку на территории парка. Март 2022

По состоянию на декабрь 2024 год плановый ежедневный выпуск троллейбусов по рабочим дням составляет 53 машины. Однако ещё недавно он в реальности составлял 30-35 машин.

### Исторический подвижной состав
В разное время в Ереване эксплуатировались троллейбусы следующих моделей:
- МТБ-82[8]
- ЗиУ-5[9]
- ЗиУ-682[10]
- Škoda 9Tr[11]
- Škoda 14Tr89/6.

## Парки
Троллейбусную систему Еревана обслуживает 2 троллейбусных парка: «Шенгавит» (1-й троллейбусный парк, маршруты №№1, 2, 9 и 15) и «Нор-Норк» (2-й троллейбусный парк, маршруты №№1, 9, 10). Троллейбусный парк «Нор Норк» — исключительно эксплуатационный, более серьёзный ремонт подвижного состава осуществляется в парке «Шенгавит». 3-й троллейбусный парк — «Канакер», был закрыт в 1999 году.

## Галерея

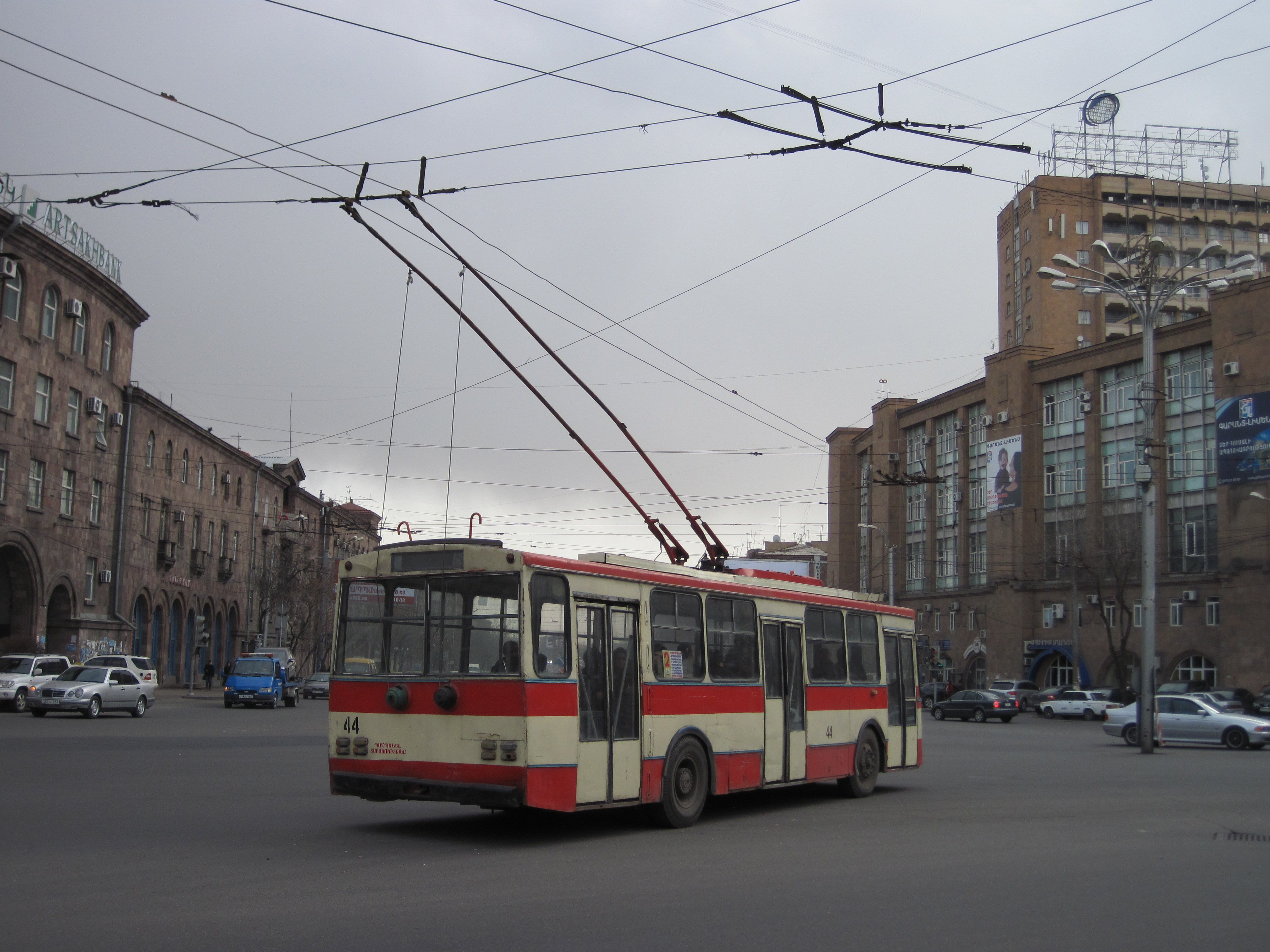
Троллейбус Škoda 14Tr №44 (ныне списан)
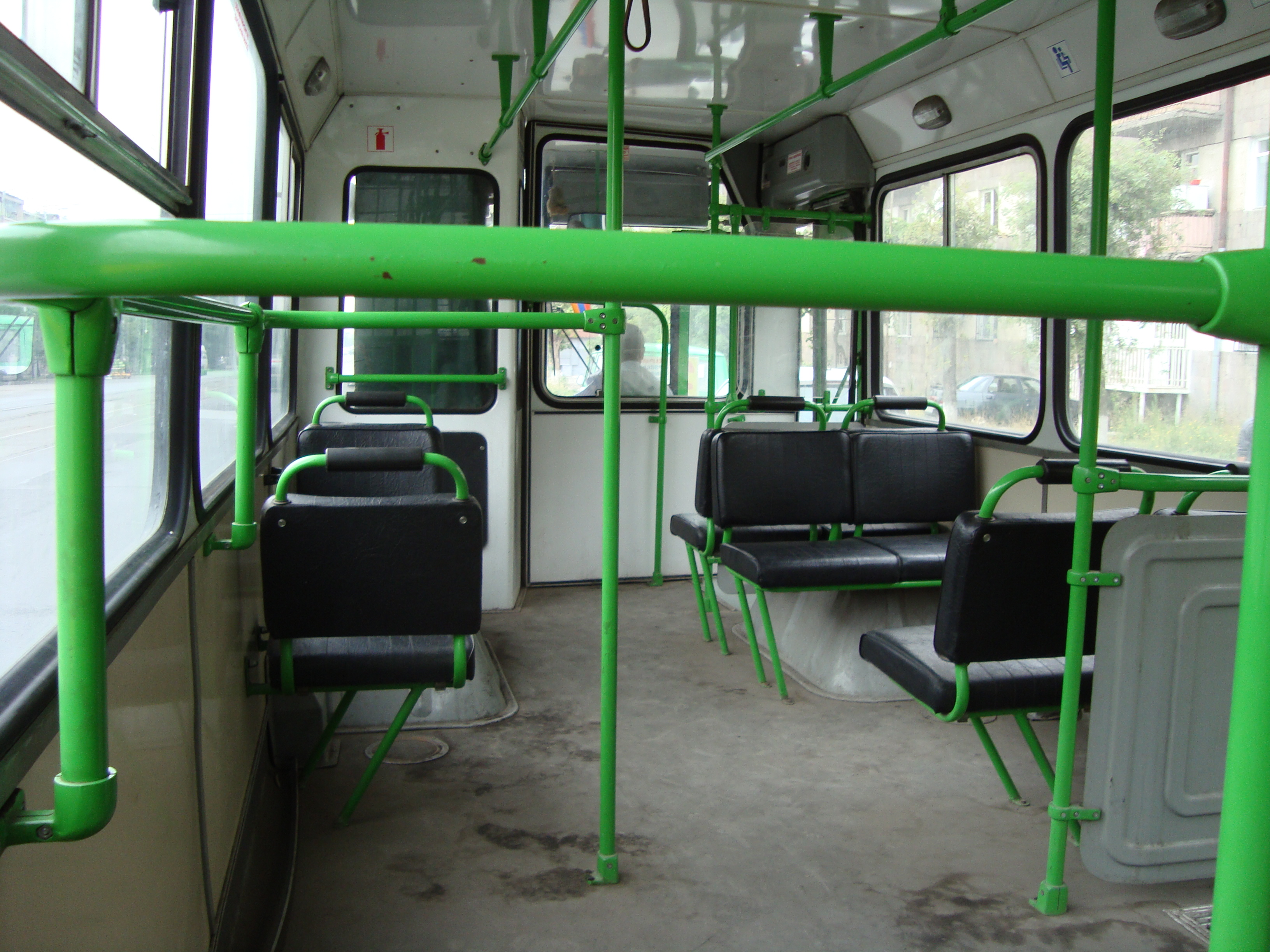
Салон троллейбуса ЛиАЗ-5280 (ВЗТМ)
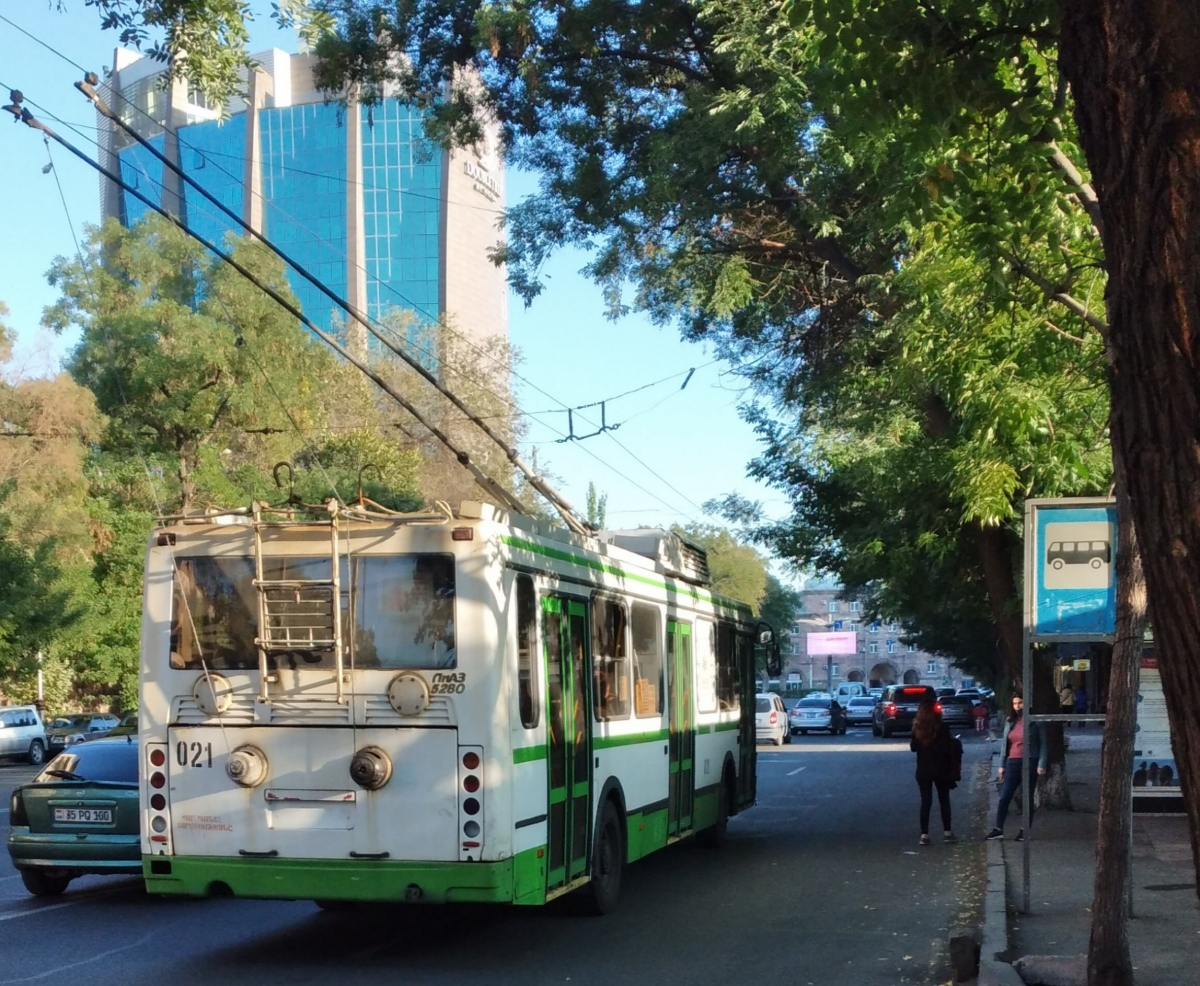
Троллейбус ЛиАЗ-5280 №021 в центре Еревана
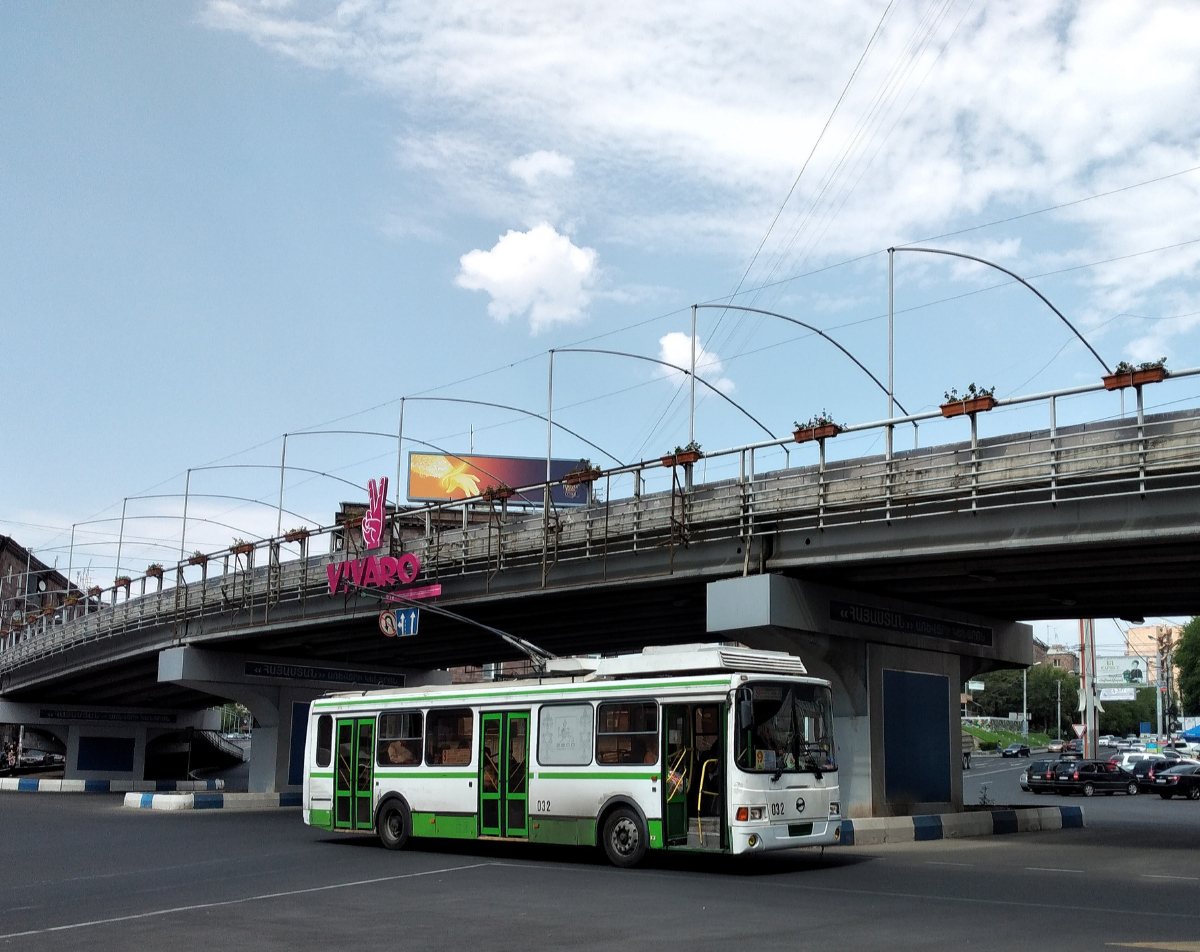
Троллейбус ЛиАЗ-5280 (ВЗТМ) №032 на площади Барекамутян
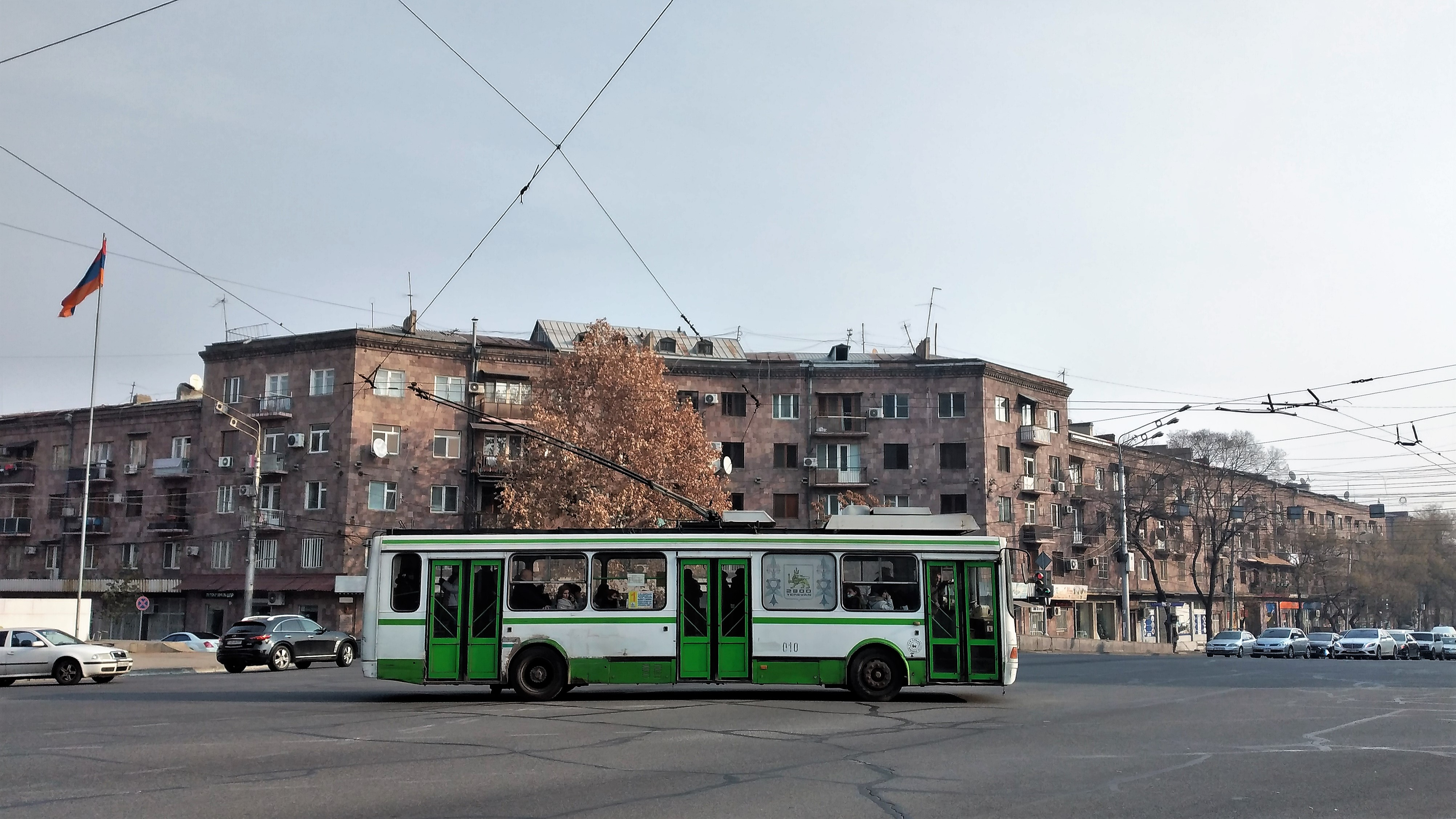
Троллейбус ЛиАЗ-5280 (ВЗТМ) №010 в центре города
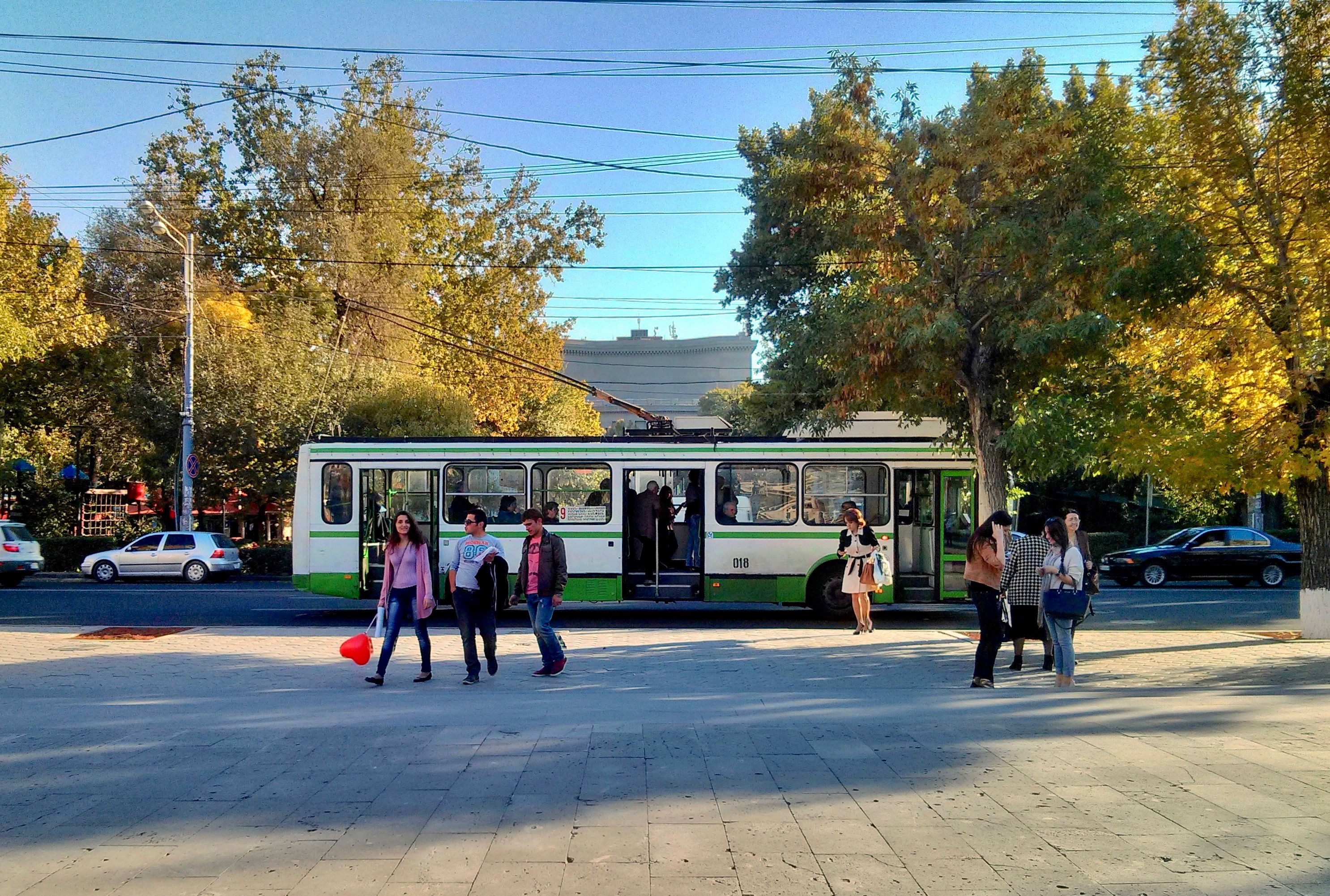
Троллейбус ЛиАЗ-5280 (ВЗТМ) №014 около Каскада
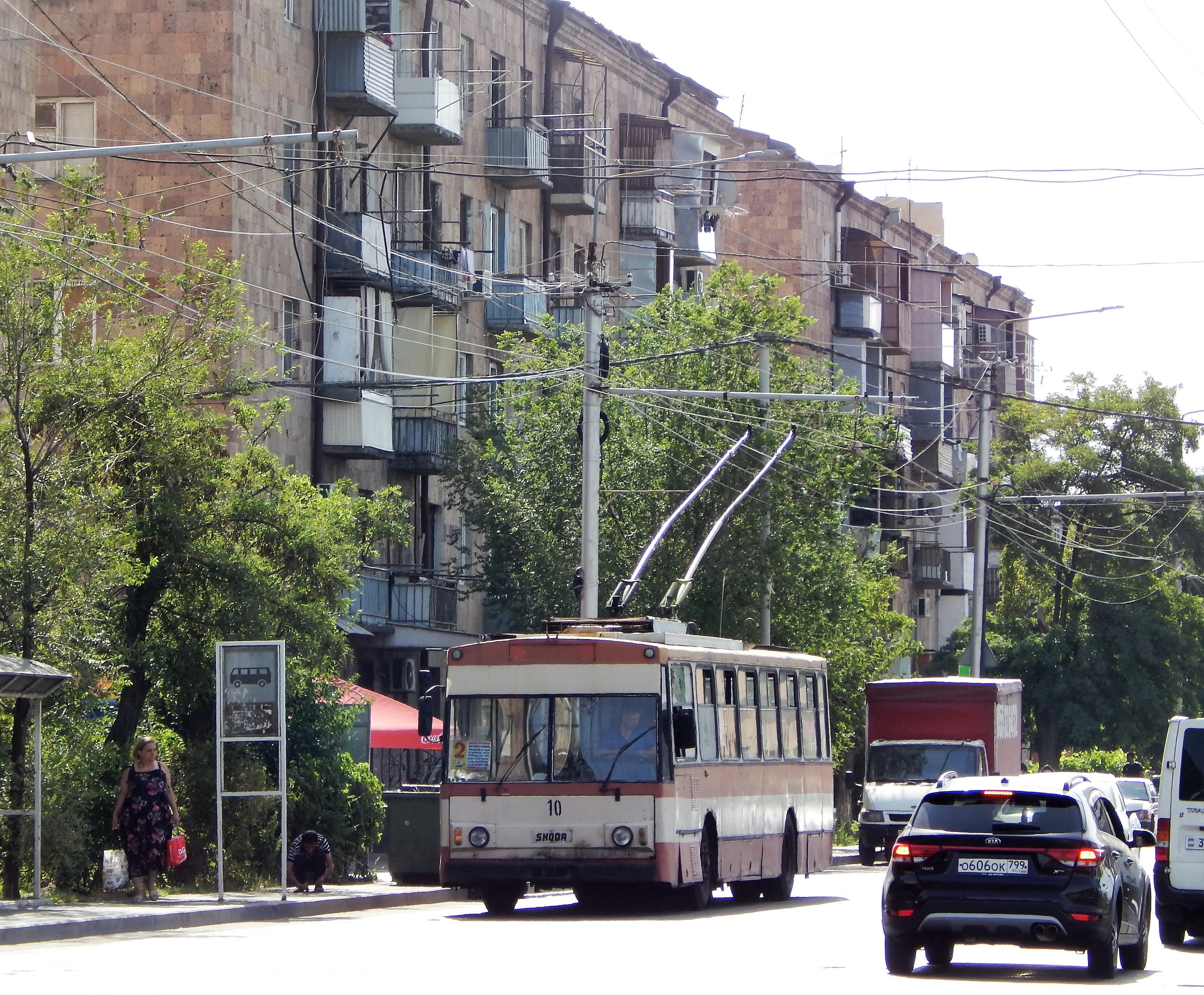
Троллейбус Škoda 14Tr02/6 №10 на новооткрывшемся участке маршрута №2, 07.2022
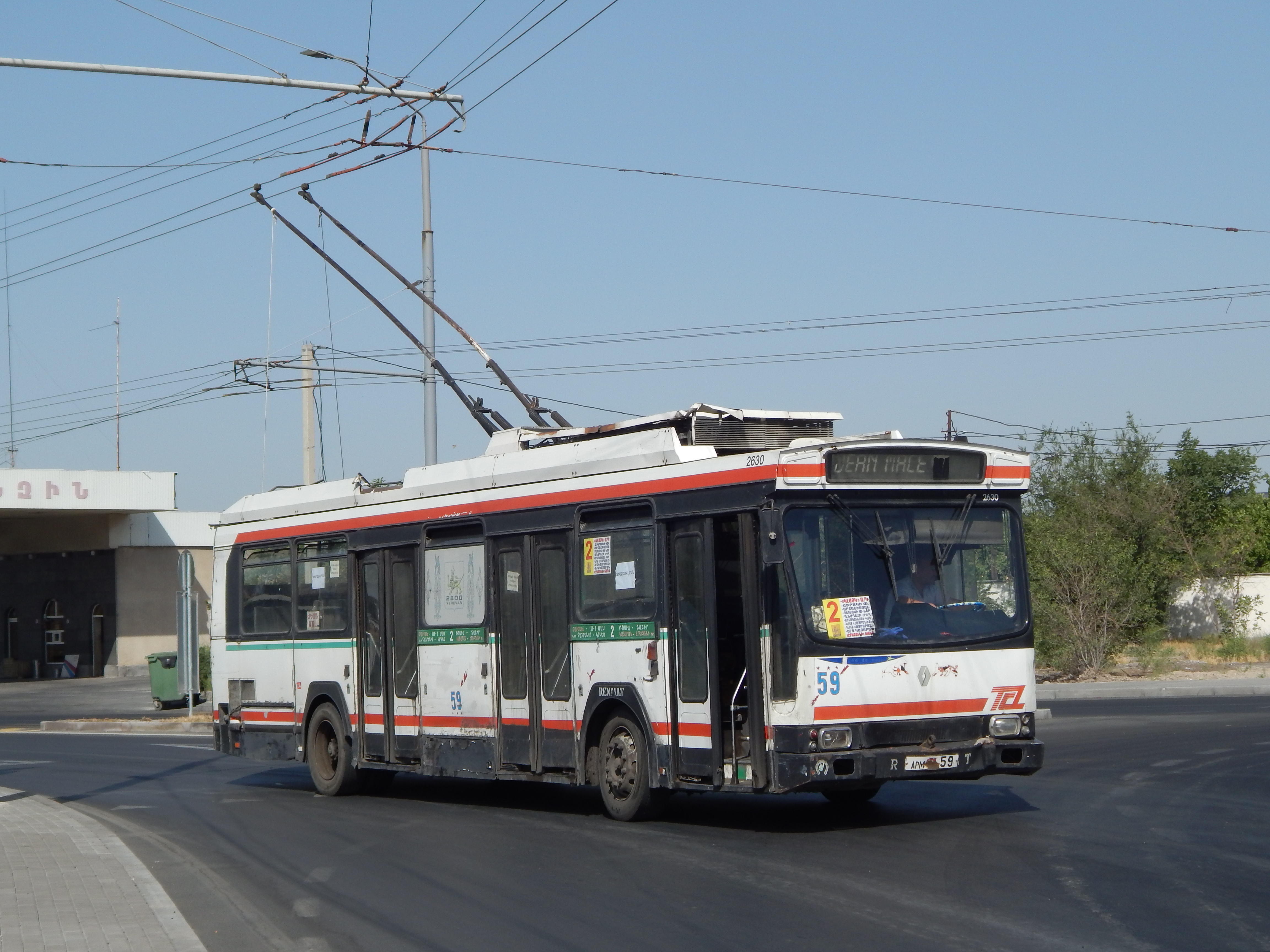
Троллейбус Berliet ER100 №59 на новооткрывшемся участке маршрута №2, 07.2022
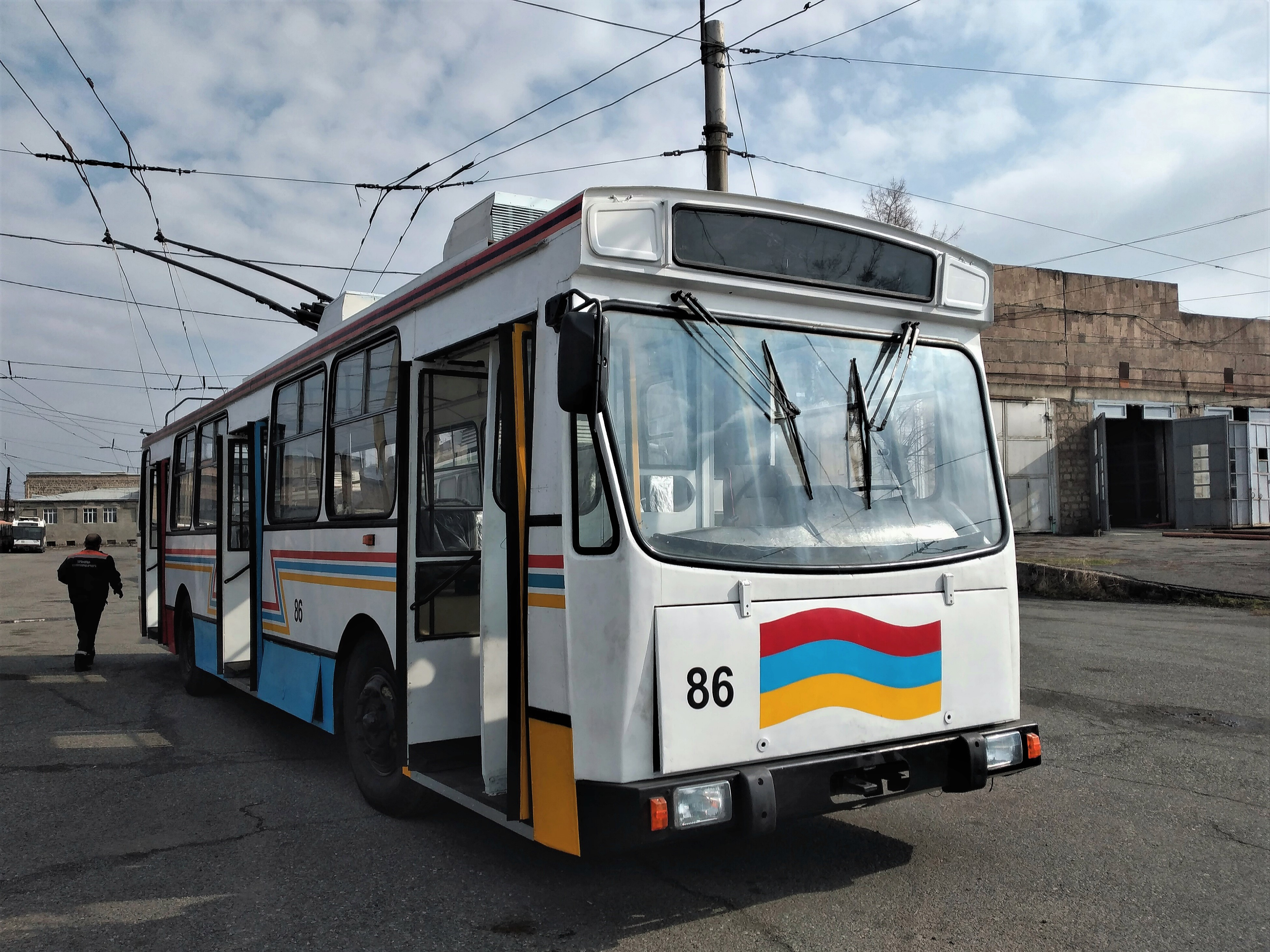
Троллейбус Škoda 14Tr №86